# Bekim Fehmiu
Bekim Fehmiu (1. juni 1936 – 15. juni 2010) var en albansk-jugoslavisk teater- og filmskuespiller.
Bekim Fehmiu medvirkede i 41 film mellem 1953 og 1998. Han var den første albanske teater- og filmskuespiller, der havde medvirket i teatre og -film over hele Jugoslavien, og han spillede en lang række roller, der ændrede den jugoslaviske filmhistorie og efterlod et mærke i den kunstneriske udvikling i udlandet.
Fehmiu blev fundet død den 15. juni 2010 i sin lejlighed i Beograd. Det blev antaget, at han havde begået selvmord. Indenrigsministeren Ivica Dačić udtalte, at han var blevet fundet skudt i sin lejlighed, og at pistolen der blev brugt, var registreret i hans navn.

## Ekstern henvisning
- Bekim Fehmiu på Internet Movie Database (engelsk)
- Bekim Fehmiu på Filmdatabasen
- Bekim Fehmiu på Svensk Filmdatabas (svensk)
- Bekim Fehmiu på AlloCiné (fransk)
- Bekim Fehmiu på AllMovie (engelsk)
- Bekim Fehmiu på The Movie Database (engelsk)

1. ↑  Navnet er anført på bokmål og stammer fra Wikidata hvor navnet endnu ikke findes på dansk.